# Lithacodia metachrysa
Lithacodia metachrysa är en fjärilsart som beskrevs av George Francis Hampson 1910. Lithacodia metachrysa ingår i släktet Lithacodia och familjen nattflyn. Inga underarter finns listade i Catalogue of Life.